# Zeia, Rusia
 Zeia (rusă Зея) este un oraș situat în regiunea Amur (estul Rusiei). La recensământul din 2002 a înregistrat o populație de 27.795 locuitori. 

## Date geografice
Orașul se află la marginea de sud a munților Tukurin (1.606 m), pe malul râului Zeia, la cca. 500 km nord de Blagoveșcensk. Râul Zeia alimentează un lac de acumulare aflat în apropierea orașului. La 100 km de oraș se află  Tigda, care este o stație pe Calea ferată transsiberiană.

## Istoric
Zeia a fost întemeiat în anul 1879 cu numele de Zeiski Sklad (Зейский склад) într-un ținut aproape nelocuit, inițial ca depozit pentru noile zăcăminte de aur descoperite în zonă. În martie 1906, populația atinge numărul de ca. 5000 loc. el fiind numit Zeia-Pristan (Зея-Пристань), denumirea de azi o poartă din anul 1913. Până în anii 1930 este un centru important al exploatării aurului, după care exploatarea se mută în regiunea Kolâma. Orașul cunoaște o nouă perioadă de dezvoltare la construirea barajului lacului de acumulare între anii 1964 - 1970.